# Закарлюка Микола Володимирович
Микола Володимирович Закарлюка (нар. 4 лютого 1977 — пом. 22 січня 2015) — молодший сержант Збройних сил України, учасник російсько-української війни.

## Життєпис
Закінчив Решетилівську гімназію, Решетилівське СПТУ № 52. Протягом 1995—1997 років служив в армії зв'язківцем, демобілізувався у званні молодшого сержанта. Проживав в решетилівському мікрорайоні Цибулівка. 26 грудня 2014-го пішов добровольцем до 25-ї бригади, на службу за контрактом.
Загинув 22 січня 2015-го у бою поблизу міста Авдіївки від вогнепального поранення, по їхній позиції били танки, артилерія, «Гради». Тоді ж полягли старший сержант Олександр Чумаченко, старші солдати Олексій Жадан, Микола Кучер та Андрій Стародуб, солдати Андрій Ткач й Олександр Черніков.
27 січня волонтери «Офіцерського корпусу» (Алла «Чонгар») вивезли з Авдіївки тіла 12 воїнів 25-ї бригади, які загинули у бою 22 січня.
Без Миколи лишилися дружина та двоє дітей — син Іван та донька Ліза.
Похований в Решетилівці, в останню дорогу Миколу проводжали на колінах. В Решетилівському районі оголошено день жалоби.

## Нагороди та вшанування
- Указом Президента України № 663/2015 від 25 листопада 2015 року, «за особисту мужність і високий професіоналізм, виявлені у захисті державного суверенітету та територіальної цілісності України, вірність військовій присязі», нагороджений орденом «За мужність» III ступеня (посмертно)[1].
- 8 травня 2015-го в Решетилівській гімназії ім. І. Л. Олійника відкрито меморіальну дошку Миколі Закарлюці[2].
- Вшановується в меморіальному комплексі «Зала пам'яті», в щоденному ранковому церемоніалі 22 січня[3][4].